# Virgen de Reza (Museo Catedralicio de Orense)
La Virgen de Reza es una obra anónima realizada hacia 1200. Está ubicada en el Museo Catedralicio de Orense (Galicia, España).

## Historia

### Origen
Por sus características, la imagen, de marcado estilo románico, es fechable en el siglo xii,: 615  aunque también se la ha datado en el siglo xiii, época en la que hay constancia de una gran devoción a la talla tal y como se desprende de una cantiga compuesta por el trovador Arias Páez:

Quer'ir  a Sancta Maria de Reça e, irmana, treides migo,
e verra o namorado de [moi] bon grado falar [co]migo:
quer'ir a Sancta Maria de Reça,
u non fui á mui gran peça.

Se ala foss[e], irmana ben sei que meu amig'i verria
por me ver e por falar migo, ca o non vi noutro día:
quero ir a Sancta Maria de [Reça,
u non fui á mui gran peça].
Quiero ir a Santa María de Reza y, hermana, ven conmigo,
y vendrá el enamorado de [muy] buen grado a hablar [con]migo:
quiero ir a Santa María de Reza,
adonde no fui hace mucho tiempo.

Si allá fues[e], hermana bien sé que mi amigo vendría
por verme y por hablar conmigo, ya que no lo vi el otro día:
quiero ir a Santa María de [Reza,
adonde no fui hace mucho tiempo].

La imagen recibió culto en la Iglesia de Santa María de Reza hasta su reemplazo en 1550 por una talla procedente de Inglaterra; los motivos de esta sustitución radican en el cese de una peste que estaba asolando la zona tras la llegada de la nueva imagen, aunque es probable que el cambio estuviese motivado también por el deterioro de la talla primitiva o por el deseo de cambiarla por otra más acorde a los gustos manieristas del momento, pudiendo haber sido el fin de la peste el detonante de un reemplazo ya planeado con anterioridad.

### Descubrimiento
Tras su retirada del culto se perdió la pista de la imagen, la cual se consideró perdida hasta su aparición fortuita a mediados del siglo xx. José González Paz documentó en agosto de 1964 la aparición de la talla, la cual se hallaba oculta detrás de un retablo el cual fue retirado con motivo de unas obras. En este punto hay discrepancias puesto que González Paz declaró que el descubrimiento se había producido en la Iglesia de Santa María de Reza,: 4  mientras que Miguel Ángel González García, antiguo delegado de patrimonio de la diócesis, afirmó en 2015 que el hallazgo tuvo lugar en la Catedral de Orense, adonde la talla habría sido trasladada tras su sustitución;: 615  pese a esta divergencia, lo más probable es que el acontecimiento se produjese en Reza tal y como afirmó González Paz ya que fue él quien registró la aparición, además de informar de que tras su descubrimiento la imagen fue conducida a la casa rectoral para quedar bajo la custodia del párroco, quien la tenía en gran estima, lamentando a su vez que la talla no fuese exhibida en el propio templo.: 4  Juan Andrés Hervella respaldaría en 2023 la crónica de González Paz al afirmar que la talla apareció detrás de un retablo lateral de la iglesia de Reza durante el acometimiento de unas obras de restauración; es posible que este retablo lateral fuese el que Benito Rodríguez Muxica contrató el 15 de junio de 1690 para el lado de la epístola, obra valorada en 500 reales la cual ya no se conserva debido seguramente a los graves daños que sufrió a causa del derrumbe de la nave de la iglesia en la década de 1960, hecho que motivó las obras gracias a las cuales se habría producido el hallazgo.: 97  La existencia del contrato, dado a conocer por Pablo Pérez Costanti, permite dilucidar cómo era su configuración:

El Concejo de dicha ciudad /Orense/, tomó por 500 reales la construcción de un retabo colateral […] tendría catorce cuartas de alto, llevando en el primer cuerpo dos hornacinas y tres columnas salomónicas; en lo alto una caja para otro santo con su arco cerrado con sus fruteros y labores y la dicha caja, con las dos de abajo, guarnecidas con sus marcos, cartones y fruteros, adornado con las cornisas, pedestales y cartelas, conforme a la traza hecha por el propio Moxica […].: 16 

Independientemente de si la pieza estuvo oculta en la Iglesia de Santa María o en la catedral, el hecho de que permaneciese escondida supuso, tal y como apuntó González Paz, que la obra se salvase de ser adquirida o robada por coleccionistas o anticuarios, destacando el hecho de que pese al tiempo transcurrido se conservaba en buenas condiciones al haber sido tallada en madera de castaño.: 4  Respecto a su particular ubicación, inmediatamente detrás de un retablo, este tipo de ocultamientos eran comunes ya antiguamente en los casos de imágenes religiosas apartadas del culto por motivos de conservación o estética, siendo preferible la ocultación antes que la destrucción dado el carácter sagrado que poseían, acto que aún en la actualidad se sigue realizando en el caso de imágenes parcial o enteramente irrecuperables, como ocurrió en 2016 con la Virgen del Rosario de Fontellas (Navarra), enterrada junto a otras dos tallas marianas tras ser todas ellas destruidas en un incendio provocado. Así mismo, destacan otros casos de descubrimiento fortuito en época reciente: el hallazgo en 2014 de una Virgen románica dentro de uno de los muros de la Iglesia de Nuestra Señora de la Asunción de Utande (Guadalajara), y la aparición en 2019 de una Piedad bajo el suelo de la Iglesia de San Leodegario de Chepoix (Oise, Francia), ambas retiradas del culto supuestamente por cuestiones estéticas, si bien la Piedad pudo haber sido escondida para protegerla durante la Revolución francesa.

## Descripción
La talla, realizada en madera de castaño policromada y de gran calidad, muestra a la Virgen sedente en un trono (ofreciéndose por ende como Trono de Sabiduría) y en posición eminentemente frontal, acorde todo ello a la estética románica. María es representada como la «Theotokos», siendo la imagen un claro ejemplo de las denominadas «Virgen en Majestad», cuyo máximo exponente se encuentra en la Catedral de Astorga. La figura, con unas medidas de 90 × 36 cm, presenta numerosas mutilaciones supuestamente acometidas entre los siglos xvii y xviii con el fin de poder vestirla y colocarle una corona y un rostrillo, siendo esta perjudicial modificación la que supuso la desaparición de la talla del Niño Jesús que la Virgen mostraba sobre su regazo; esta imagen, de la que quedan como vestigio únicamente los pies, aparecía muy probablemente en actitud de bendecir mientras portaba un libro, suponiendo esta mutilación la pérdida también de las manos de la Virgen.: 615  En las áreas donde aún se conserva la policromía destaca la presencia de lino, lo que concuerda con las mutilaciones efectuadas para poder vestirla, siendo numerosas las tallas románicas que en el barroco fueron sometidas a modificaciones estructurales con el fin de poder cubrirlas con telas.: 4 

## Legado
La Virgen de Reza, antiguamente llevada en procesión hasta la catedral para pedir la llegada de lluvias,: 614–615  se erige como una de las imágenes más valiosas de la geografía orensana por su antigüedad y su encuadramiento en el románico, siendo además una de las obras que ostenta el honor de formar parte de la colección exhibida en el Museo Catedralicio. Del mismo modo, la Virgen de Reza destaca por ser una de las tres imágenes marianas románicas existentes en la capital, siendo las otras dos la Virgen de Seixalbo, conservada también en el Museo Catedralicio, y Nuestra Señora del Refugio, propiedad del Museo Arqueológico Provincial actualmente exhibida en la sala de exposiciones de San Francisco.